# Szpic japoński
Szpic japoński – rasa psa. Nie podlega próbom pracy.

## Rys historyczny
Szpic japoński prawdopodobnie nie jest bezpośrednio spokrewniony z American eskimo. Przypuszcza się, że ta rasa została wyprowadzona z syberyjskiego Samojeda w latach 20 XX wieku, natomiast wzorzec rasy psa podaje, że „rasę tę wystawiono po raz pierwszy ok. roku 1921 na wystawie psów w Tokio.”